# Квартальний наглядач
Квартальний наглядач (рос. квартальный надзиратель) чи просто квартальний (рос. квартальный) — чиновник міської поліції Російської імперії з 1782 року до середини 19 століття.
Квартальні відповідали за громадську безпеку у кварталі. Класний чин квартального наглядача відповідав XI класу Табелю про ранги, що відповідало цивільному чину — корабельному секретарю, чи армійському поручнику. У Москві та Санкт-Петербурзі квартальні відносилися до X класу (колезький секретар чи штабс-капітан).
Квартальному наглядачеві підпорядковувалися квартальні поручники.

## У літературі
- Квартальний наглядач не одноразово з’являється у оповіданнях Гоголя М.В., в таких як:  «Ніс» (1832-1833) та «Невський проспект» (1833-1834). У повісті «Ніс» автор навіть побіжно накидав зовнішність квартального [1].

| | \| Замість того щоб йти голити чиновницькі підборіддя, він відправився в заклад з написом "Страва й чай" запитати стакан пуншу, як раптом помітив у кінці мосту квартального наглядача благородної зовнішності, з широкими бакенбардами, в трикутному капелюсі, зі шпагою. \| Оригінальний текст (рос.) Вместо того чтобы идти брить чиновничьи подбородки, он отправился в заведение с надписью "Кушанье и чай" спросить стакан пуншу, как вдруг заметил в конце моста квартального надзирателя благородной наружности, с широкими бакенбардами, в треугольной шляпе, со шпагою. |
| Замість того щоб йти голити чиновницькі підборіддя, він відправився в заклад з написом "Страва й чай" запитати стакан пуншу, як раптом помітив у кінці мосту квартального наглядача благородної зовнішності, з широкими бакенбардами, в трикутному капелюсі, зі шпагою. | |